# Чемпионат СССР по мини-футболу 1990
Чемпионат СССР по мини-футболу проводился в 1990 году. Чемпионом стал обнинский «Сигнал». 16 команд, из которых половина влилась в высшую лигу после турнира «Честь марки», повели борьбу за титул первого чемпиона страны. Матчи проходят в трёх украинских городах: Светловодске, Жёлтых Водах и Кременчуге. Финальный турнир проходил в Обнинске с 11 по 16 сентября.

## Участники
Армянская ССР
- Гавар (Камо)

Казахская ССР
- Северный Экибастузец (Экибастуз)
- Труд (Актау)

Молдавская ССР
- Пластик (Тирасполь)

РСФСР
- Автомобилист (Свердловск)
- Домостроитель (Петропавловск-Камчатский)
- Локомотив (Новосибирск)
- Металлург (Новотроицк)
- Сигнал (Обнинск)
- Союз (Нижний Новгород)
- Строитель (Воронеж)
- Шахта Распадская (Междуреченск)

Украинская ССР
- Авангард (Жёлтые Воды)
- Механизатор (Днепропетровск)
- Синтез (Кременчуг)

Эстонская ССР
- Маяк (Таллин)

## Результаты соревнований

### Первый зональный турнир
Светловодск

### Второй зональный турнир
19—22 июля 1990 года, Жёлтые Воды

### Третий зональный турнир
12-16 августа 1990 года, Кременчуг

### Финальные места
1 место: Сигнал (Обнинск) - 26 очков
2 место: Маяк (Таллин) - 25 очков
3 место: Синтез (Кременчуг) - 23 очков
4 место: Механизатор (Днепропетровск) - 21 очков
...   
```
   Финальный турнир проходил в Обнинске с 11 по 16 сентября. В заключительном матче хозяева проигрывая за 10 минут 0:1 "Строителю" из Воронежа переломили матч забив 3 гола за 7 минут. "Сигнал" - первый чемпион СССР по мини-футболу!!!
```